# Canhoso
Canhoso is een plaats (freguesia) in de Portugese gemeente Covilhã en telt 1735 inwoners (2001).